# Walter Wild (Komponist)
Walter Wild (* 31. Dezember 1908 in Zürich; † 29. März 1962 in Zürich) war ein Schweizer Akkordeon-Virtuose, Komponist und Musik-Verleger.

## Leben
Wild war als Volksmusiker weit über die Landesgrenzen hinaus bekannt. Als Knabe begeisterte er sich für das Handharmonikaspiel. Als Autodidakt war er schnell ein versierter Stegreifspieler. Schon als Schüler gewann er an Wettspielen Goldkränze. Heinrich Hess aus Zürich förderte Walter Wild in allen Belangen, so dass er ein begehrter Akkordeonist wurde. 1927 gründete er eine eigene Ländlerkapelle. Im bekannten Grossrestaurant 'St. Annahof' an der Zürcher Bahnhofstrasse fiel er mit seinen brillanten Vorträgen auf und in der 'Konkordia' – der Volksmusikhochburg – feierte er mit seiner eigenen Formation grosse Erfolge. Dort lernte er auch seine spätere Lebensgefährtin Martha kennen. Sie war selbst eine erfahrene Pianistin und Akkordeonistin, welche oft Texte zu seinen Liedern verfasste. Walter und Martha Wild waren in der volkstümlichen Szene landauf, landab wohlbekannt. Viele Schallplatten legen lebhaftes Zeugnis seiner Virtuosität ab. In rascher Folge erschienen Eigenkompositionen, welche er in einem Keller vervielfältigte und verkaufte. Zusammen mit Werken anderer Komponisten brachte er es zu einem stattlichen Musikverlag mit über 1500 Titeln. Diese Unternehmung besteht noch heute – unter der Leitung von Nelly Leuzinger.